# Sarıbeyler, Savaştepe
Sarıbeyler là một thị trấn thuộc huyện Savaştepe, tỉnh Balıkesir, Thổ Nhĩ Kỳ. Dân số thời điểm năm 2010 là 2.41 người.